# Peto de ánimas

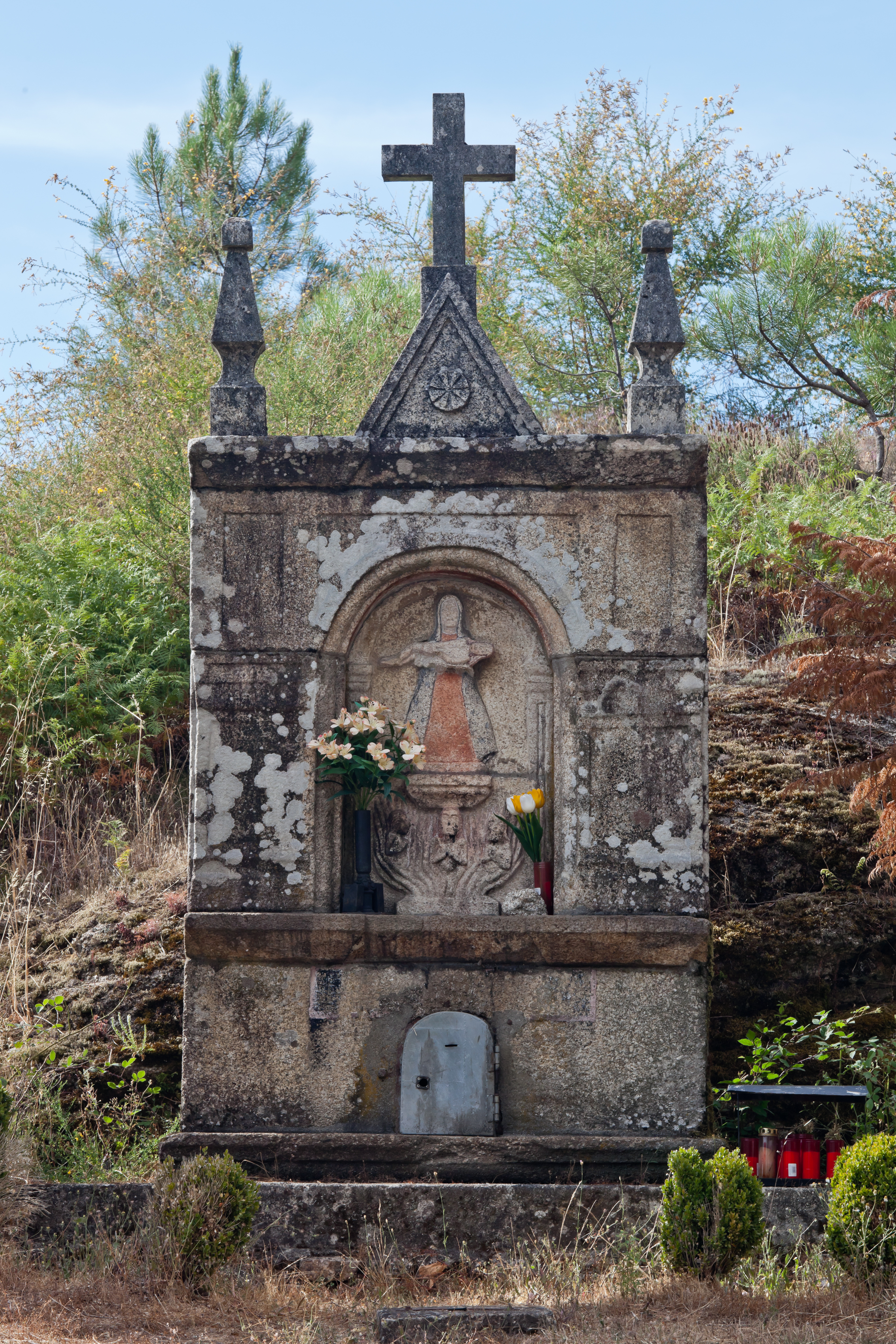
Peto de ánimas en Arnoya, Orense

Los petos de ánimas son pequeños santuarios ubicados en caminos, encrucijadas e iglesias en la comunidad autónoma de Galicia, los cuales constituyen manifestaciones materiales del culto a los muertos y de la devoción a las ánimas. El profundo sentimiento de religiosidad de muchos habitantes de Galicia ha sido heredado de sus antepasados y plasmado en múltiples tradiciones repartidas por toda la geografía gallega y se ha ido heredando de generación en generación como queda plasmado en múltiples tradiciones repartidas por toda la geografía gallega, siendo los petos de ánimas una muestra más de ello.

## Origen
La almas del Purgatorio son una de las mayores devociones presentes en la cultura gallega. La idea del Purgatorio, incrementada y revitalizada a partir del Concilio de Trento (siglo XVI), provocó que se desarrollase la práctica de la construcción de este tipo de monumentos populares con una determinada iconografía. No obstante, es al parecer en el siglo XVIII cuando se erigen en Galicia la mayor parte de estos monumentos dedicados a las ánimas, estando los más antiguos que se conservan fechados en el siglo XVII.

## Significado
El significado de los petos de ánimas proviene de la creencia popular gallega acerca de la continuidad de las ánimas después de la muerte y de la existencia de un paso intermedio (el Purgatorio) para poder alcanzar el Cielo, donde se redimen los pecados y faltas cometidas en vida.
Posiblemente de todas las construcciones populares, los petos de ánimas sean las que más importancia dan al Purgatorio. La finalidad de estos elementos es que los vivos puedan ofrecer una limosna para la salvación de las almas en pena que debido a su estancia en el Purgatorio no pueden hallar el descanso eterno, pudiendo gracias a este acto alcanzar el Cielo. Una vez liberadas, intercederán a favor de quien hizo la ofrenda. De este modo, el ritual de la ofrenda no solo procura la salvación de las almas de los muertos, sino también la del alma propia. La limosna ofrecida puede consistir en diversos objetos como flores, cera, patatas, maíz, pan o aceite, aunque generalmente esta es monetaria.
Un gran número de estos pequeños altares eran construidos por devoción de un feligrés o por los vecinos del lugar, portando algunos de ellos mensajes destinados a concienciar a los transeúntes que se topan con ellos, como el mensaje inscrito en un peto ubicado en Famelga de Aguasantas, en Cotobade, el cual reza: «Un alma tienes y no más, si la pierdes qué harás». Igualmente, también se invita a recordar a los antepasados: «Ave María Purísima. Acordaos de las ánimas de vuestros padres o abuelos o tíos o parientes o amigos», hallándose en otra parte del oratorio el siguiente mensaje: «Rogad por nos, Señor, y socorrednos con vuestros sufragios que nos pidiremos por vos».

## Localización y dimensiones

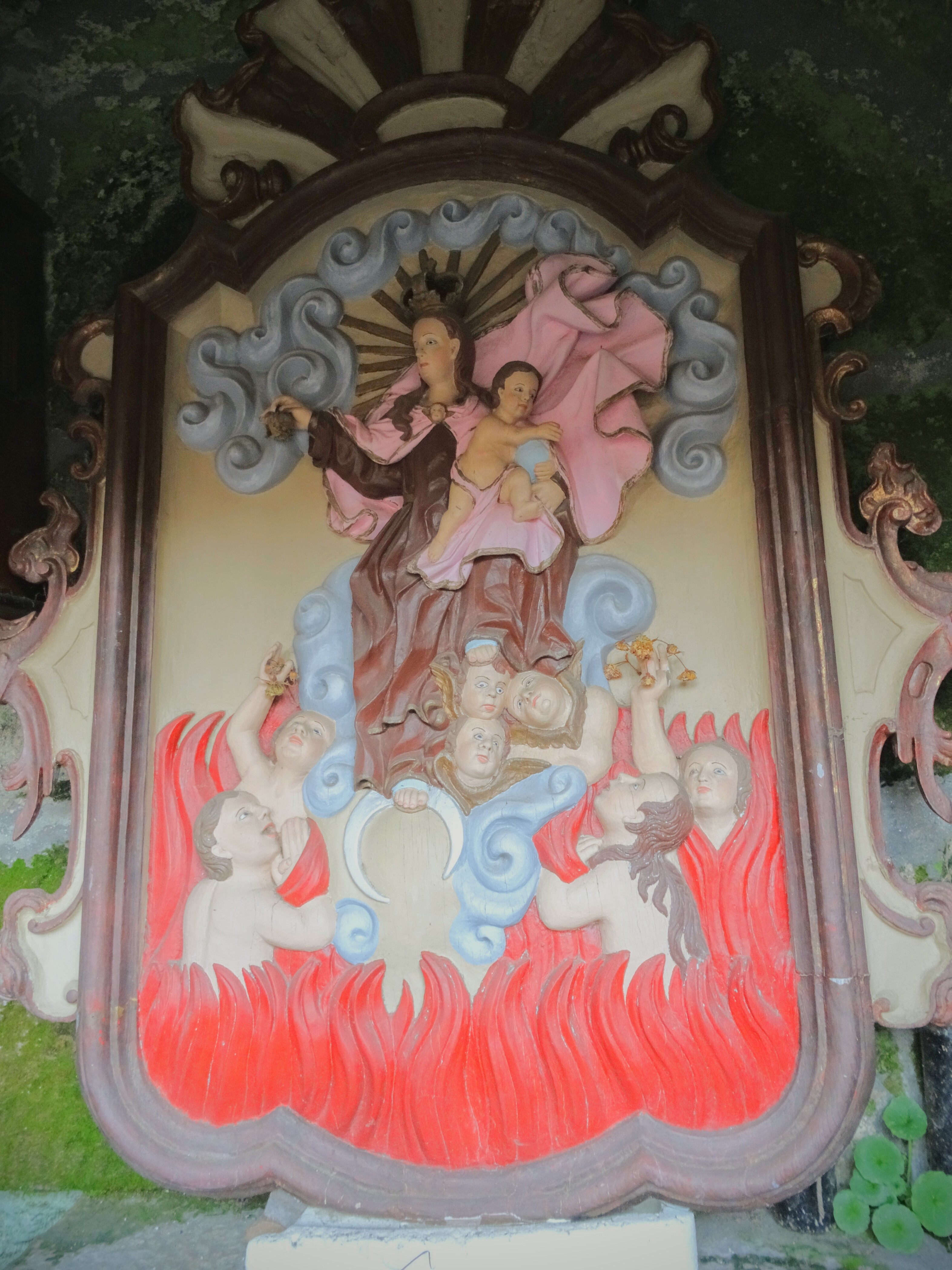
Peto de ánimas en Escudeiros, Ramirás (Orense). El retablo presente en el peto, realizado en madera policromada, muestra a la Virgen del Carmen asistiendo a las ánimas del Purgatorio. Este peto posee la particularidad de albergar un reloj de pared el cual es empleado por los habitantes para controlar las horas de regadío

Las encrucijadas han inspirado temor desde hace siglos debido a la creencia persistente de que dichos lugares estaban destinados al enterramiento, principalmente, de aquellos fallecidos apartados de la comunidad cristiana, quienes en consecuencia tenían prohibido ser sepultados en terreno sagrado. Esto ha provocado que surja la leyenda de que las almas de estos muertos vagan por la noche por el hecho de estar condenadas, motivo por el que los petos de ánimas suelen estar situados en intersecciones.
Tanto la dimensión como la iconografía de los petos son variadas, por lo que resulta difícil establecer una morfología general, aunque casi todos poseen los siguientes elementos:
- Una configuración arquitectónica formada por una base más o menos moldurada y rematada por una mesa donde se ubica el nicho en el cual se halla la representación iconográfica, rematado a su vez por un frontón superior. La construcción suele ser de granito decorada a su vez con molduras, cornisas o pilastras.[2]

- El nicho, ubicado en la zona central y acabado en arco de medio punto a modo de capilla, el cual alberga generalmente un relieve de piedra o madera, a veces reemplazado por una pintura o una estampa impresa. Las representaciones acostumbran a mostrar a las ánimas ardiendo en el fuego del Purgatorio acompañadas, en ocasiones, de imágenes religiosas tales como la Virgen del Carmen o San Antonio de Padua debido a su vinculación a las mismas. De igual modo, esta capilla suele estar protegida por una reja o un cristal.[2]

- Una hucha con puerta de hierro bajo el nicho para depositar en ella las limosnas, motivo por el que a estos altares se los denomina «petos de ánimas», puesto que en gallego «peto» significa «hucha».[2]

## Culto
Es costumbre que al pasar por delante de un peto se rece una oración por las ánimas para que puedan salir del Purgatorio. Del mismo modo, también se les agradece algún favor hecho por ellas dada la costumbre de su intercesión en favor de quien las ayuda. Por lo general se les pide auxilio con el fin de que solucionen algún problema, colocándose flores en su recuerdo puesto que actualmente la costumbre de ofrecer una limosna de carácter monetario se ha perdido.

## Galería

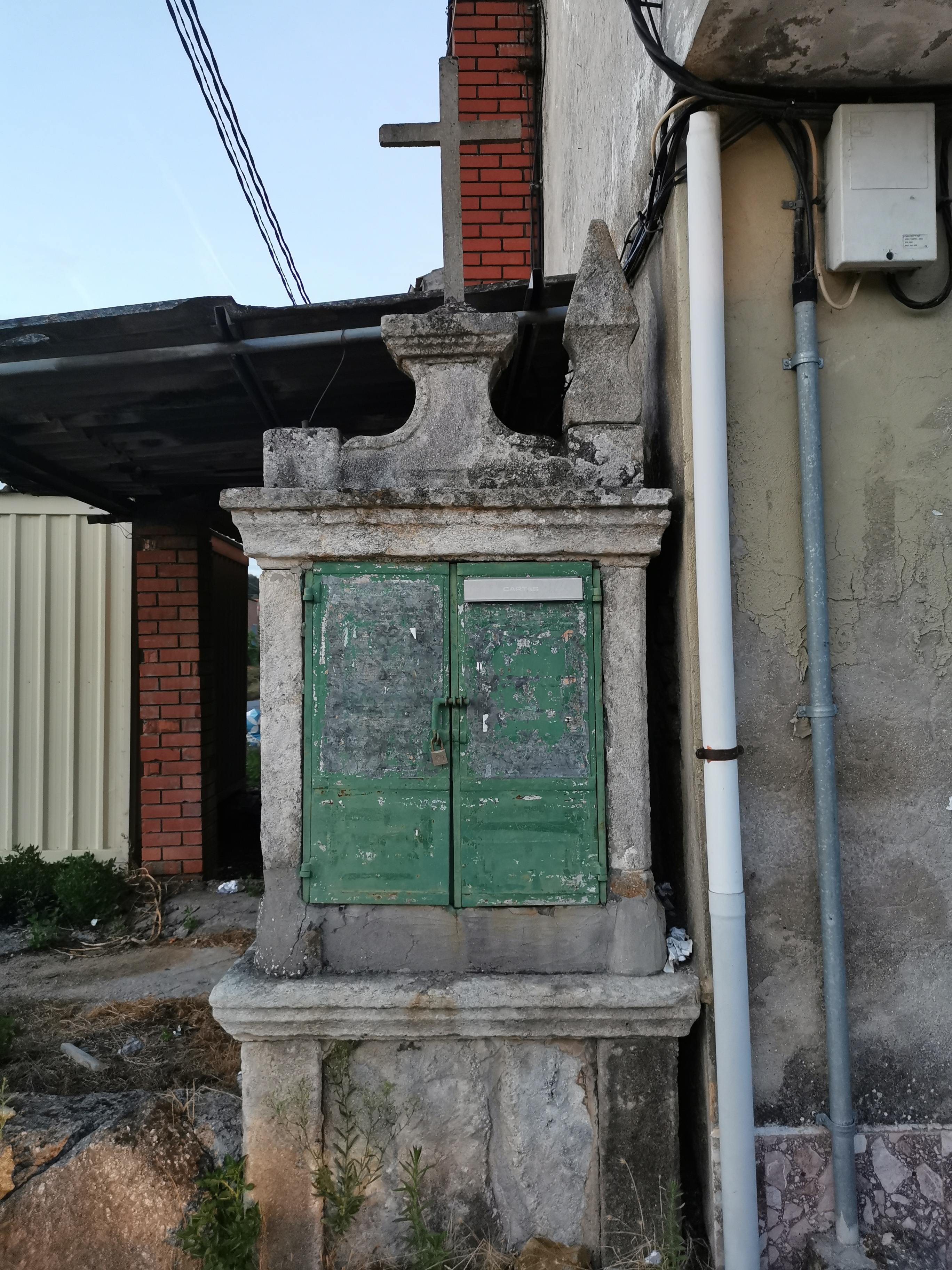
Peto de ánimas en Tuiriz (Pantón, Lugo). Es especialmente particular debido a que en la actualidad funciona como buzón.
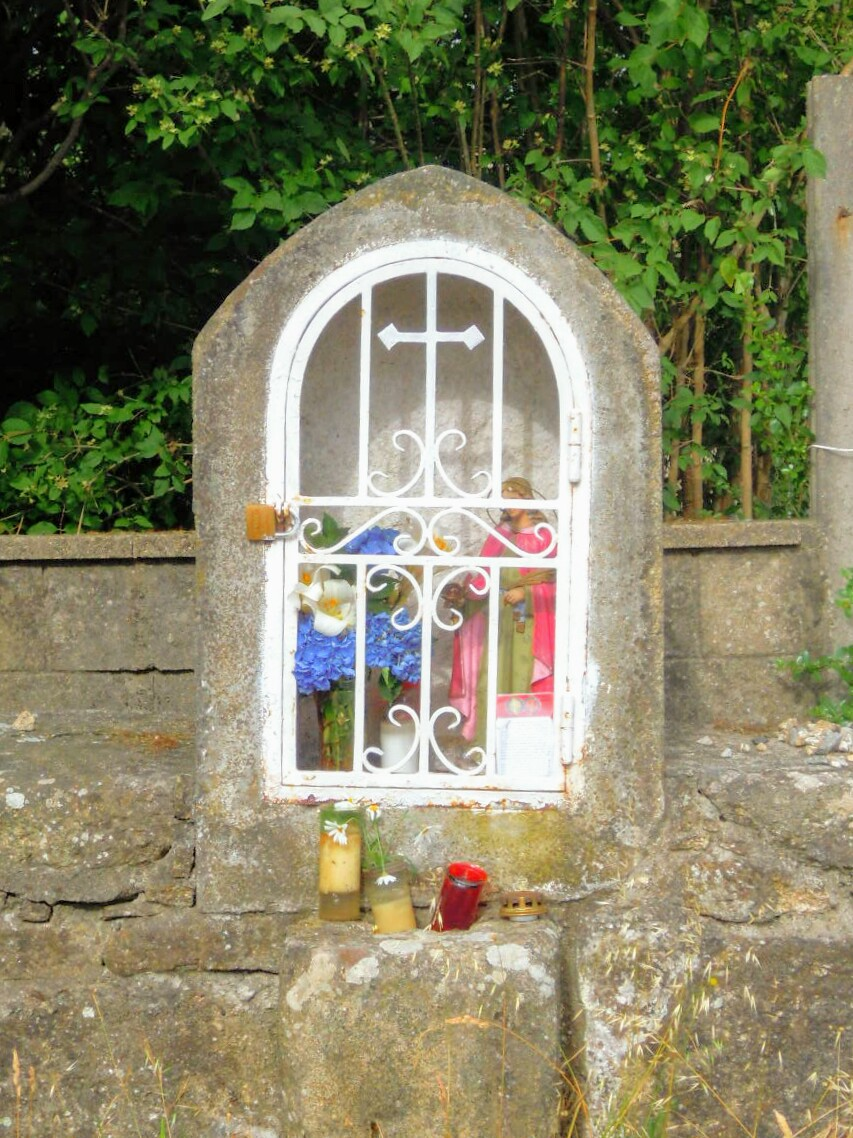
Peto de ánimas en Caldas de Reyes (Pontevedra). Este peto posee la particularidad de albergar una imagen de Santa Lucía, algo poco habitual en los petos de ánimas
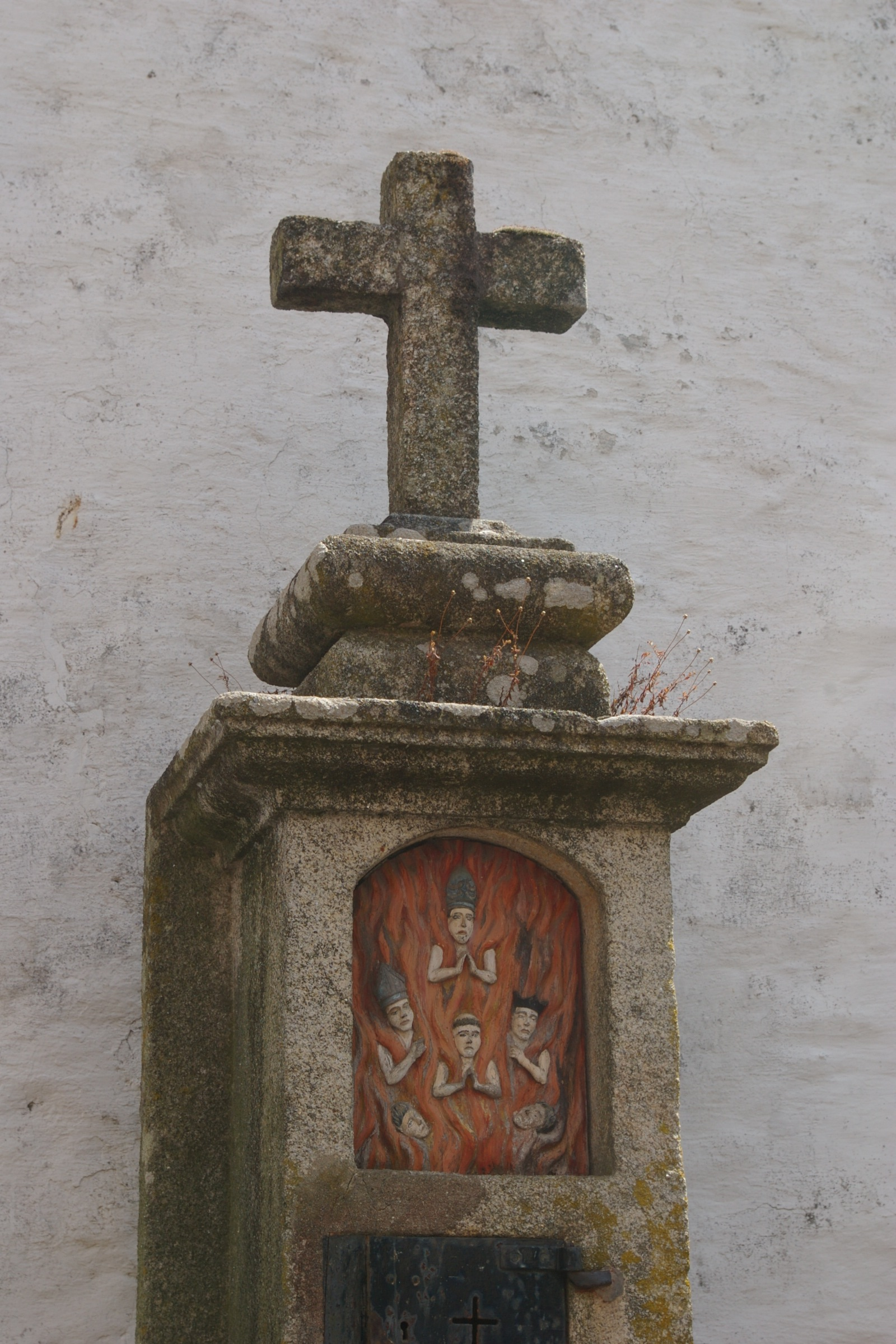
Peto de ánimas en La Guardia, Pontevedra
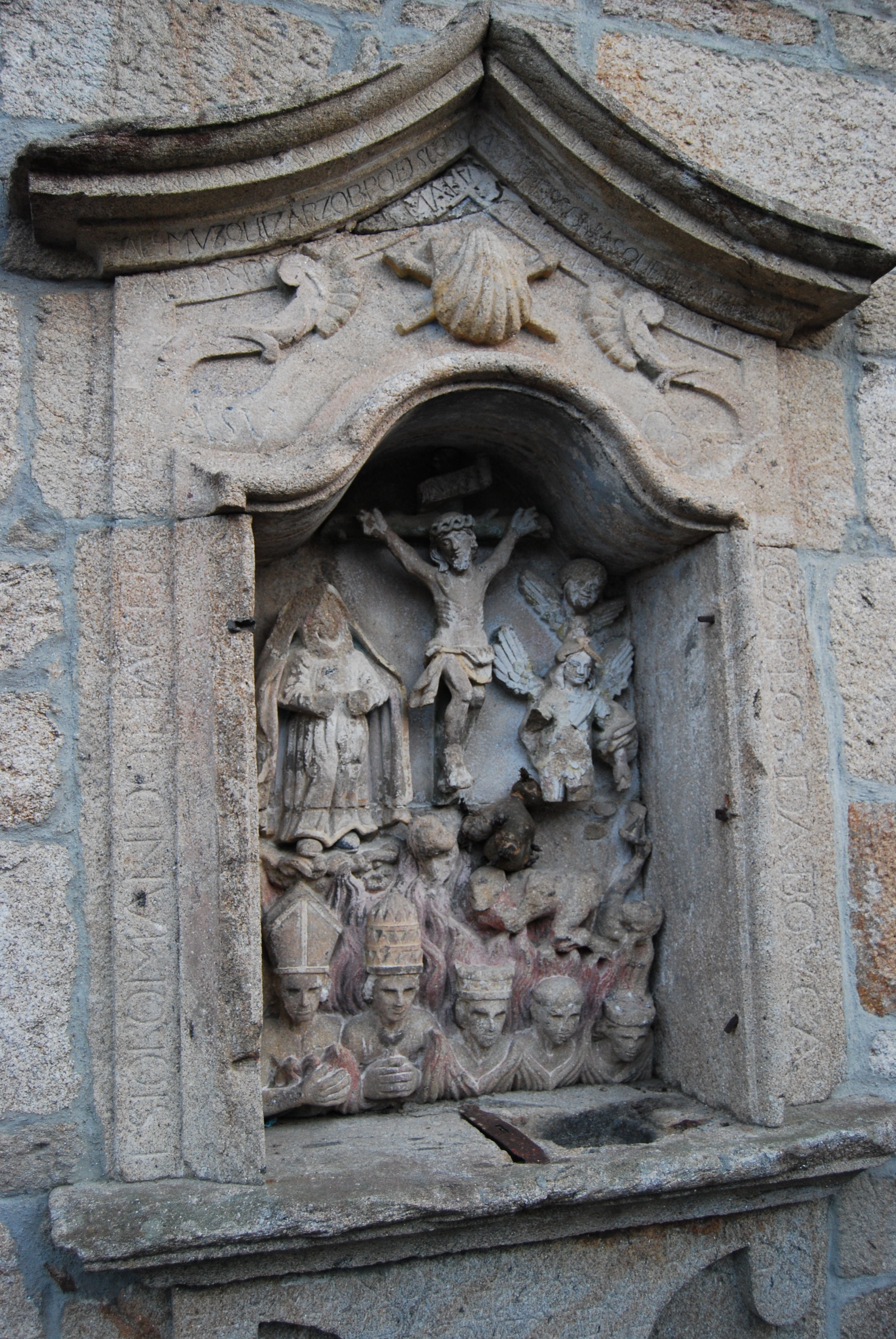
Peto de ánimas en Barcela, Arbo (Pontevedra)
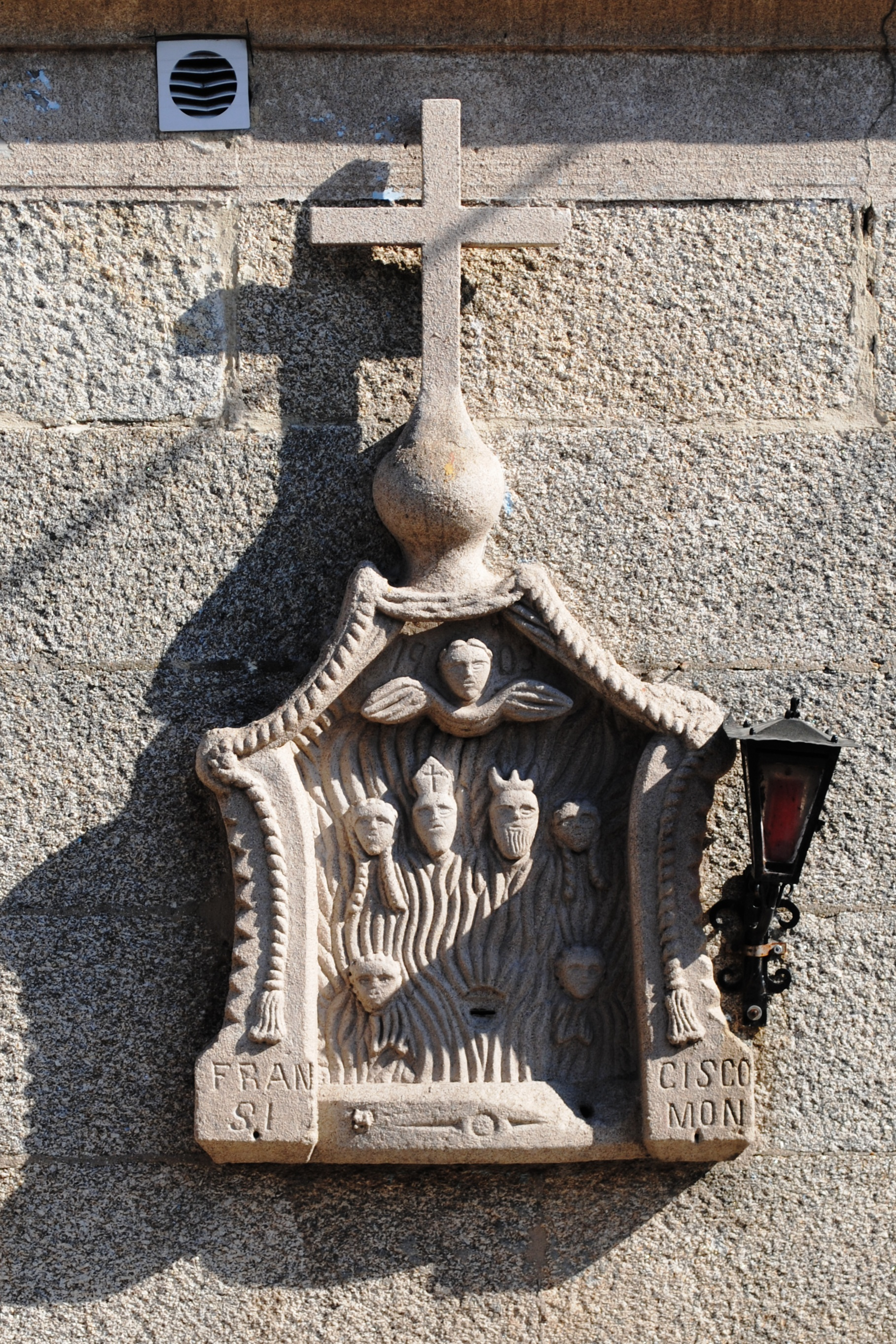
Peto de ánimas en San Paio, Vigo (Pontevedra)
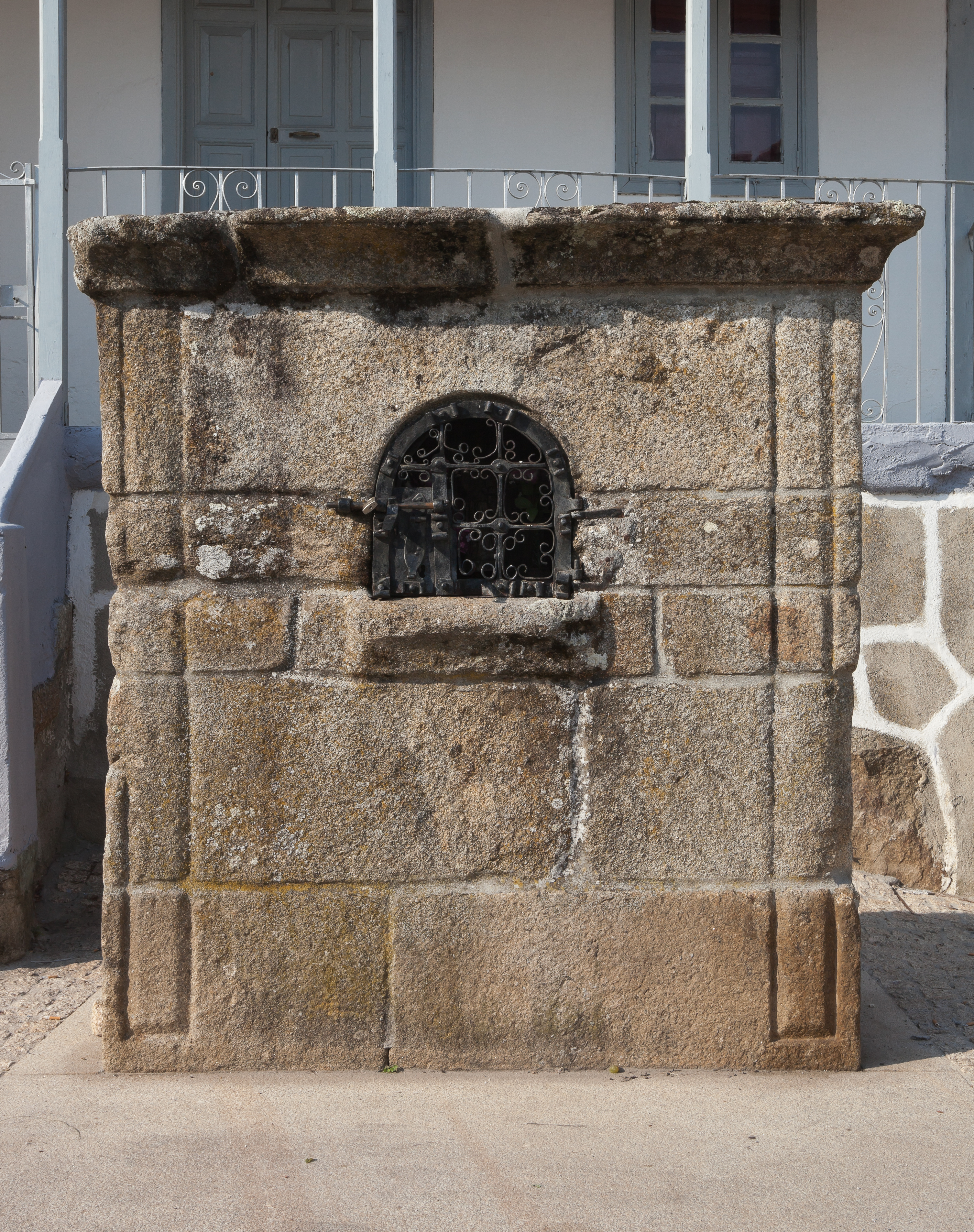
Peto de ánimas en Vilanova, Celanova (Orense)
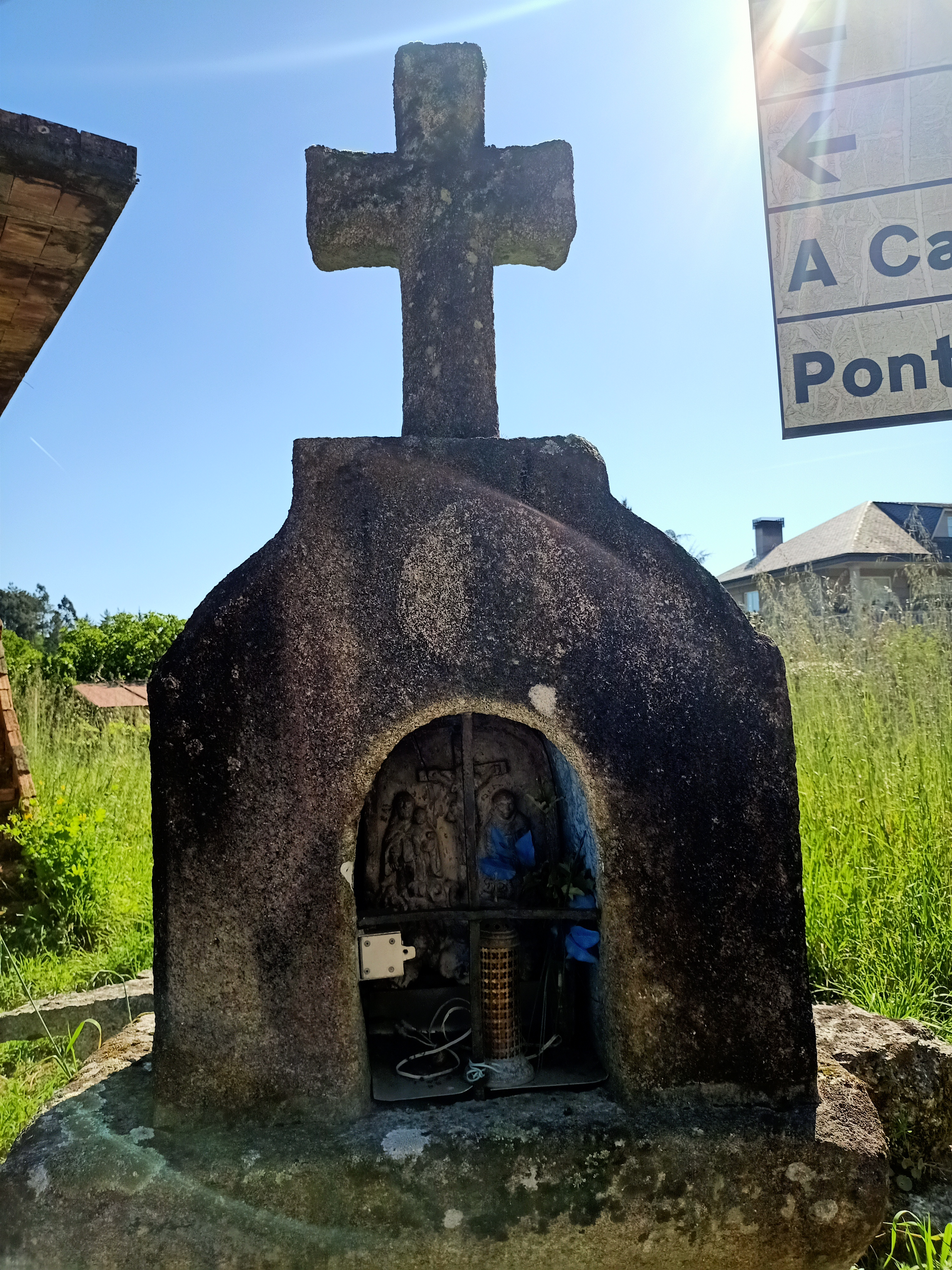
Peto de ánimas de Ribadas, en Celeiros, Puenteareas (Pontevedra).
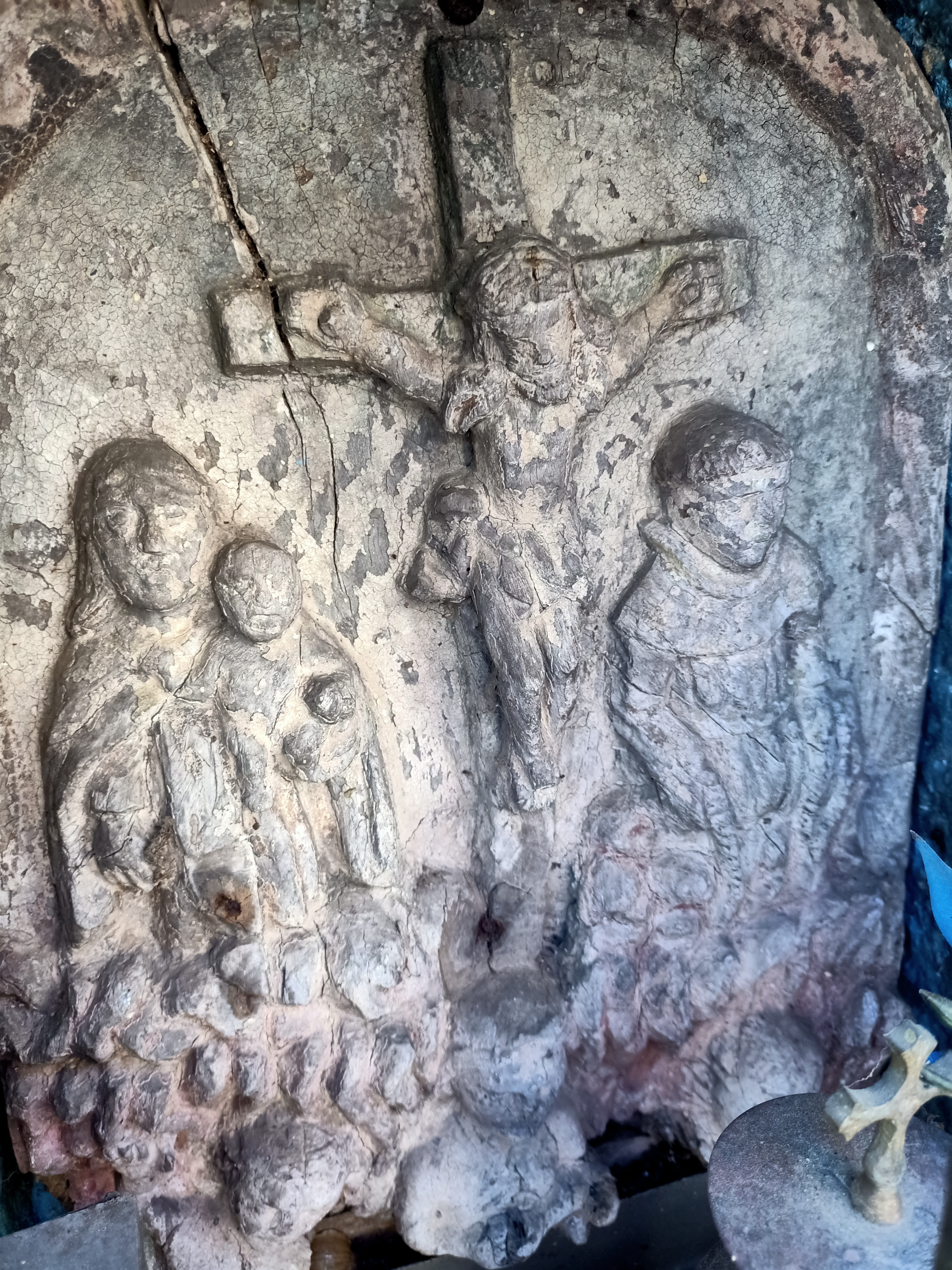
Retablo policromado del peto de ánimas de Ribadas.